# Gare de Porté-Puymorens
La gare de Porté-Puymorens est une gare ferroviaire française de la ligne de Portet-Saint-Simon à Puigcerda (frontière), située sur le territoire de la commune de Porta, à proximité de Porté-Puymorens et de sa station de ski, dans le département des Pyrénées-Orientales en région Occitanie.
Elle est mise en service en 1929 par la Compagnie des chemins de fer du Midi et du Canal latéral à la Garonne. 
C'est une gare de la Société nationale des chemins de fer français (SNCF) desservie, par des trains grandes lignes qui circulent sur l'axe transpyrénéen oriental qui permet une relation de Paris à Barcelone (avec un changement de train à la frontière) en traversant la chaîne des Pyrénées et par des trains régionaux TER Occitanie.

## Situation ferroviaire
Établie à 1 562 mètres d'altitude, la gare de Porté-Puymorens est située au point kilométrique (PK) 150,266 de la ligne de Portet-Saint-Simon à Puigcerda (frontière), entre les gares ouvertes d'Andorre - L'Hospitalet, dont elle est séparée par le tunnel ferroviaire du Puymorens, et de Latour-de-Carol - Enveitg, gare frontière terminus de la ligne.

## Histoire
La halte de Porté est mise en service le 22 juillet 1929 par la Compagnie des chemins de fer du Midi et du Canal latéral à la Garonne lorsqu'elle ouvre la section d'Ax à Lartour-de-Carol. Cette « halte pour voyageurs, bagages et messagerie », totalement réalisée aux frais de la Compagnie fait partie d'un accord intervenu entre la Compagnie du Midi et le Conseil général du département, concernant les contraintes dues au renforcement de l'utilisation des forces hydrauliques pour la création d'électricité et les compensation pour le département et les communes.
En 2014, selon les estimations de la SNCF, la fréquentation annuelle de la gare était de 1 593 voyageurs.

## Fréquentation
De 2015 à 2022, selon les estimations de la SNCF, la fréquentation annuelle de la gare s'élève aux nombres indiqués dans le tableau ci-dessous :
| Année           | 2015  | 2016  | 2017  | 2018  | 2019  | 2020  | 2021  | 2022  | 2023  |
| --------------- | ----- | ----- | ----- | ----- | ----- | ----- | ----- | ----- | ----- |
| Voyageurs seuls | 2 502 | 2 768 | 2 938 | 2 777 | 2 901 | 1 856 | 2 669 | 4 433 | 5 415 |

## Service des voyageurs

### Desserte
Porté-Puymorens est desservie quotidiennement par le train Intercités grande ligne qui circule entre les gares de Paris-Austerlitz et Latour-de-Carol - Enveitg. Elle est également une gare régionale desservie par des trains TER Occitanie qui effectuent des missions entre les gares de Toulouse-Matabiau et de Latour-de-Carol - Enveitg.